# Caturharjo
Caturharjo is een bestuurslaag in het regentschap Bantul van de provincie Jogjakarta, Indonesië. Caturharjo telt 10.646 inwoners (volkstelling 2010).